# Борго-Тоссиньяно
Борго-Тоссиньяно (итал. Borgo Tossignano) — коммуна в Италии, располагается в регионе Эмилия-Романья, подчиняется административному центру Болонья.
Население составляет 3010 человек, плотность населения составляет 104 чел./км². Занимает площадь 29 км². Почтовый индекс — 40021. Телефонный код — 0542.
Покровителем коммуны почитается святой апостол Варфоломей, празднование 24 августа.

## Города-побратимы
- Рипалимозани, Италия